# ヴィッラルボイト
ヴィッラルボイト（伊: Villarboit）は、イタリア共和国ピエモンテ州ヴェルチェッリ県にある、人口約400人の基礎自治体（コムーネ）。

## 地理

### 位置・広がり
| 隣接するコムーネは以下の通り。 - アルバーノ・ヴェルチェッレーゼ - アルボーリオ - バロッコ - カザノーヴァ・エルヴォ - コッロビアーノ - フォルミリアーナ - グレッジョ - サン・ジャーコモ・ヴェルチェッレーゼ |